# رالف سميث
رالف سميث (بالإنجليزية: Ralph Smith)‏ (و. 1858 – 1917 م) هو سياسي، ونقابي، من كندا، ولد في نيوكاسل أبون تاين، كان عضوًا في حزب الأحرار الكندي، توفي في فكتوريا ، كولومبيا البريطانية، عن عمر يناهز 59 عاماً.

## مناصب
تولى منصب عضو مجلس العموم الكندي.